# The Doors (film)
The Doors je film z roku 1991, který zachycuje historii rockové skupiny The Doors, zejména pak jejího zpěváka Jima Morrisona. Toho ve filmu ztvárnil hollywoodský herec Val Kilmer. Jeho manželku Pamelu Courson hrála Meg Ryanová, Kyle MacLachlan si zahrál Raye Manzareka, herec Frank Whaley ztvárnil Robbyho Kriegera, Kevin Dillon Johna Densmora a Kathleen Quinlanová ve filmu hrála Morrisonovu milenku Patricii Kennealyovou. Film natočil režisér Oliver Stone na motivy knihy Nikdo to tu nepřežije amerického spisovatele Jerryho Hopkinse.